# Mike Barrett
Pour les articles homonymes, voir Michael Barrett et Barrett.
Michael Thomas « Mike » Barrett, né le 5 septembre 1943 à Montgomery, en Virginie-Occidentale et décédé le 8 août 2011 à Nashville dans le Tennessee, est un ancien joueur américain de basket-ball. Il évolue au poste de meneur.

## Palmarès
- Demi-finaliste du championnat du monde 1967
- Champion olympique 1968